# Pavel Nikolajevitj Demidov
Pavel Nikolajevitj Demidov, född 17 augusti 1798, död 5 april 1840, var en rysk industriidkare och ämbetsman. Han var son till Nikolaj Demidov och bror till Anatolij Demidov. Han var gift med Aurora Karamzin, född Stjernvall.
Demidov var civilguvernör i Kursk 1831-34 och instiftade det Demidovska priset, som 1830-1917 utdelades av den ryska vetenskapsakademin.